# Shiva-krateret
Shiva-krateret findes i det Indiske Ocean vest for Indien. Det blev dannet for omkring 65 millioner år siden, på samme tid som mange andre registrerede meteornedslag, der fandt sted i perioden der kaldes K/Pg-grænsen. I det teoretiske centrum af krateret findes vulkanområdet Deccan Traps. Dette støtter teorien om, at det vulkanske område blev dannet ved nedslaget.
Det menes, at krateret er 600 km langt og 400 km bredt.